# 파흐리예 에브젠
파흐리예 에브젠(튀르키예어: Fahriye Evcen, 1986년 6월 4일~)은 튀르키예의 배우, 모델이다.